# YAWL
YAWL (Yet Another Workflow Language) es un lenguaje de workflow basado en los patrones de Workflow. Este lenguaje está soportado por un sistema de software que incluye un motor de ejecución y un editor gráfico. El lenguaje y su sistema de soporte fueron desarrollados originalmente por investigadores de la Universidad Eindhoven de Tecnología y la Universidad Queensland de Tecnología. Consecuentemente, varias organizaciones tales como Grupo InterContinental de Hoteles, first:telecom y ATOS Worldline se han unido a esta iniciativa y el sistema  está ahora disponible como software Open source software bajo la licencia LGPL.
Los hitos tras YAWL fueron definir un lenguaje de workflow que soportaran todo (o la mayoría) de los Patrones de Workflow y que tuvieran una semántica formal. Observando que las Redes de Petri se acercaba bastante a dar soporte a la mayoría de los Patrones de Workflow, los desarrolladores de YAWL decidieron tomar Redes de Petri como un punto de partida y extender esta formalización con tres constructores principales, nombrado or-join, grupos de cancelación, y actividades multi-instancia.
Estos tres conceptos están llamados a soportar cinco de los Patrones de Diseño que no fueron incluidos directamente en las Redes de Petri, llamados agrupados de sincronización, discriminador, N-fuera-de-M join, instancia múltiple instance con conocimiento no a-priori y caso de cancelación. En suma a esto, YAWL añade algunos elementos sintácticos a las Redes de Petri de forma que sea posible capturar intuitivamente otros Patrones de Diseño tales como opción simple (xor-split), simple sincronización (xor-join), y multiple opción (or-split).
Durante el diseño del lenguaje, puso de manifiesto que algunas de las extensiones que fueron añadidas a Petri nets eran difíciles e incluso imposibles de recodificar en sencillo Petri nets. Como resultado, la semántica formal original de YAWL está definida como un Sistema de transiciones etiquetado y no en términos de Petri nets. El hecho de que YAWL esté basado en semántica formal ha puesto en marcha la implementación de distintas técnicas parar analizar procesos YAWL. En particular, el sistema YAWL incluye una herramienta de análisis estático llamada WofYAWL.